# Ljungskile

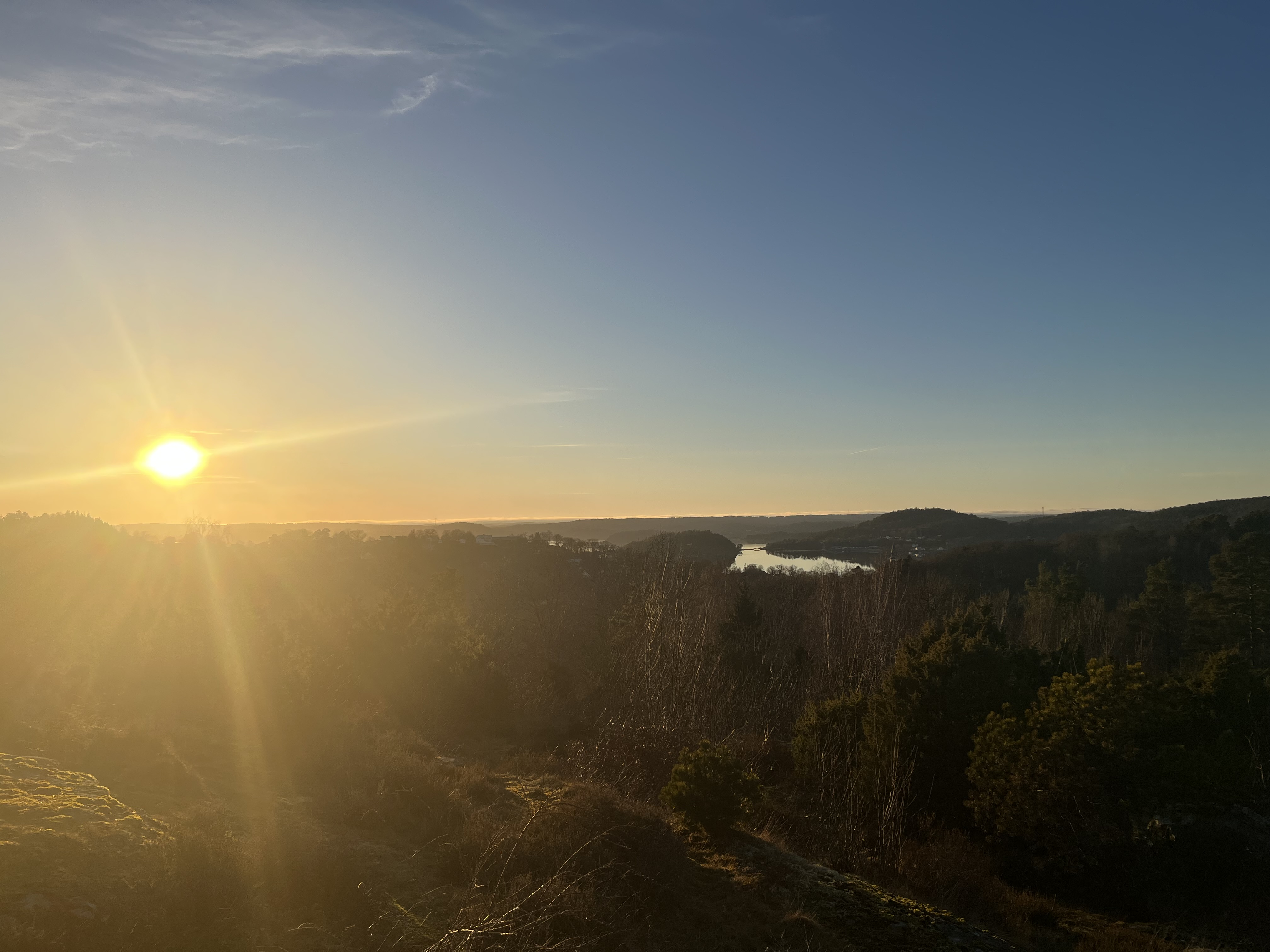
Bild på Ljungskileviken

Ljungskile är en tätort i Uddevalla kommun. Ljungskile genomkorsas av Bohusbanan, samt motorvägen E6 och har från- och tillfartsvägen, länsväg 167 mot Lilla Edet.
I Ljungskile bodde 4 026 invånare år 2023. Orten är bland annat känd för fotbollslaget Ljungskile SK som spelar i division 1 södra (2025) och som under två säsonger spelat i Allsvenskan: 1997 och 2008.
I Ljungskile finns också Ljungskile folkhögskola, en av Sveriges största folkhögskolor, grundad 1923. 
Ljungskilerevyn är den enda årliga revyn i Uddevalla kommun. Sedan 1998 uppförs varje år i januari – februari en revy med ämnen från global, nationell och lokal politik samt reflektioner över aktuella händelser och tokerier. Musiken är ett viktigt inslag i revyn, som har egen orkester.

## Etymologi
Orten har fått sista delen av sitt namn, kile, från den vik vid vilken tätorten är belägen. Kile betyder "havsvik" i Bohuslän, så benämningen Ljungskileviken är egentligen en tautologi. Namnet kommer av att orten ligger i Ljungs socken och det syftar således på socknen Ljungs kile/havsvik. Det anses att SJ tilldelade namnet Ljungskile till järnvägsstationen då Bohusbanan byggdes 1903, baserat på havsvikens namn som stod på Generalstabskartan,, eftersom en Ljungs station redan fanns i Västergötland. Namnet användes sedan för den tätort som växte upp vid stationen.
I det lokala uttalet av ortnamnet smälter s:et ihop med det efterföljande tj-ljudet, eller att inget s-ljud hörs över huvud taget, alltså "Ljungkile", i motsats till det distinkta uttalet "s-tj" man ofta kan höra uttalas i exempelvis radioprogram.

## Befolkningsutveckling
| Befolkningsutvecklingen i Ljungskile 1960–2023 | Befolkningsutvecklingen i Ljungskile 1960–2023 | Befolkningsutvecklingen i Ljungskile 1960–2023 | Befolkningsutvecklingen i Ljungskile 1960–2023 | Befolkningsutvecklingen i Ljungskile 1960–2023 |
| ---------------------------------------------- | ---------------------------------------------- | ---------------------------------------------- | ---------------------------------------------- | ---------------------------------------------- |
|                                                |                                                |                                                |                                                |                                                |
| År                                             |                                                |                                                | Folkmängd                                      | Areal (ha)                                     |
| 1960                                           | 1960                                           |                                                | 1 682                                          |                                                |
| 1965                                           | 1965                                           |                                                | 1 978                                          |                                                |
| 1970                                           | 1970                                           |                                                | 2 086                                          |                                                |
| 1975                                           | 1975                                           |                                                | 2 477                                          |                                                |
| 1980                                           | 1980                                           |                                                | 2 576                                          |                                                |
| 1990                                           | 1990                                           |                                                | 3 026                                          | 355                                            |
| 1995                                           | 1995                                           |                                                | 3 326                                          | 358                                            |
| 2000                                           | 2000                                           |                                                | 3 406                                          | 359                                            |
| 2005                                           | 2005                                           |                                                | 3 351                                          | 359                                            |
| 2010                                           | 2010                                           |                                                | 3 375                                          | 360                                            |
| 2015                                           | 2015                                           |                                                | 3 689                                          | 399                                            |
| 2018                                           | 2018                                           |                                                | 3 905                                          | 401                                            |
| 2020                                           | 2020                                           |                                                | 4 039                                          | 402                                            |
| 2023                                           | 2023                                           |                                                | 4 026                                          | 422                                            |
|                                                |                                                |                                                |                                                |                                                |

## Idrott

### Idrottsföreningar
- Fotboll: Ljungskile SK
- Friidrott: Hälle IF
- Segling: Ljungskile Segelsällskap
- Golf: Lyckorna Golfklubb
- Tennis: Ljungskile Tennisförening